# Neonympha mitchellii
Neonympha mitchellii е вид насекомо от семейство Nymphalidae. Видът е застрашен от изчезване.